# 글로스터 미티어
글로스터 미티어(Gloster Meteor)는  최초의 영국 제트 전투기이자 제2차 세계 대전 동안 전투 및 작전에 참여한 연합국 유일의 제트 항공기였다. 글로스터 미티어의 개발은 프랭크 휘틀과 그의 회사인 파워 제트 주식회사가 개척한 혁신적인 터보제트 엔진에 크게 의존했다. 비행기의 개발은 1940년에 시작되었으나 엔진에 대한 연구는 1936년부터 진행되어 왔다.
글로스터 미티어는 1943년에 처음 비행을 시작하였으며, 1944년 7월 27일에 영국 왕립 공군 제616전대에서 작전을 시작하였다. 메테올은 항공기 공기역학 측면에서 세련되지 않았지만, 성공적인 전투 전투기로 입증되었다. 글로스터의 1946년 민간 미티어 F.4 데모기인 G-AIDC는 세계에서 처음으로 민간 등록 제트 항공기였다. 1940년대와 1950년대에는 미티어의 주요 변형들이 기술적 발전을 적용하였다. 수천 대의 미티어가 영국 왕립 공군 및 기타 공군과 함께 비행하며, 수십 년 동안 사용되었다.

## 같이 보기
- 메서슈미트 Me 262
- 하인켈 He 178